# Oleksandra Tymoshenko
Pour les articles homonymes, voir Timochenko.
Oleksandra Tymoshenko (en ukrainien : Олександра Олександрівна Тимошенко), née le 18 février 1972 à Bohouslav en Union soviétique (aujourd'hui Ukraine), est une ancienne sportive soviétique spécialiste de la gymnastique rythmique. Elle a été médaillée d'or aux jeux olympiques de Barcelone en 1992 et a notamment remporté 10 médailles d'or aux championnats du monde en 1989 et 1991.